# Заславське князівство

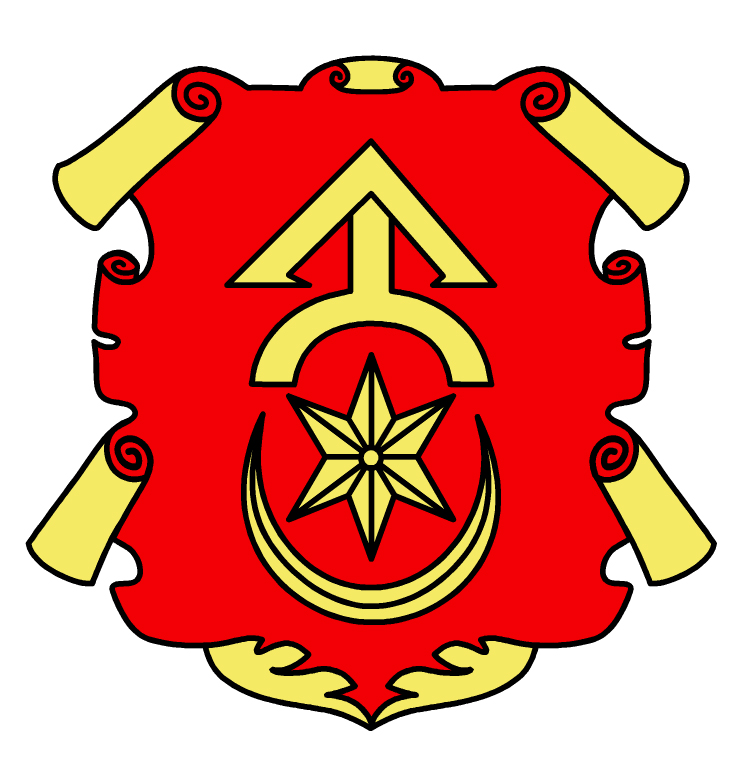
Герб князів Заславських — символ Заславщини

Заславщина, Заславське князівство (герцоґство), Князівщина Заславських — земля, що належала князівській родині Заславських. Урядовий центр — місто Заслав. В другій половині XVI століття до складу Заславщини входили Заславська, Верхівська, Білогородська і Почапецька волості. Наприкінці XVI століття на території Заславщини з'являються нові міста: Красний Корчик (1596 рік), Шепетівка (1619 рік), Славутин і Ташків (1633 рік).
Князі не підлягали місцевій адміністрації (повітовій чи воєводській), лише в деяких питаннях великому князю литовському чи польському королеві. На Заславщині безроздільно панувало князівське право (лат. jus ducale), завдяки чому вона фактично перетворилася на державу в державі. Суверенність землеволодіння належала до засадничих елементів княжого права. На території отчини князь міг (за Наталею Яковенко):
|  | а) оголошувати устави, тобто власні розпорядження, надавати жалувані грамоти своїм підданим на землеволодіння під окресленими умовами служби, встановлювати незалежні від держави податки, повинності, пільги тощо; б) чинити суд над підданими, аж до смертної кари. |

Окрім того кн. Заславські, яко «головні княжата» виводили власні збройні загони (почти) під родовим гербом, а не скажімо під стягом землі (у цьому випадку Волині).

## Територія

### Заславська волость
| - Старий Заслав - Новий Заслав - Билів - Булижинці - Васьківці - Вербівці - Веселівці - Волківці - Гнійниця - Данківці - Двірець - Джурджів (Дчурдчів) - Жилинці - Завадинці - Збунів | - Зубарі - Ілщане - Київці - Кіндратовичі - Крива Лука - Кропивна - Лиса Гора - Лопушна - Мислятин - Митьківці - Михля - Михнів - Мокрець Волоський - Мокрець Матієвських - Наутуківщина | - Ничогівці - Пашковичі - Перегонівці - Пиляївське селище - Підлісці - Плеснов - Пліщин - Прилуки - Припутки - Путринці - Радошево (Радосілка) - Ріпки - Сахнівці - Сенютки - Скалин | - Соснівка - Сошне (Сушна) - Судилків - Теліженці - Тишковичі - Хонковичі - Чепцівці - Чотирбоки - Щурівці - Янцивичі - Бачманівка - Вачів - Довжок - Дяків - Дятелівка | - Жуків - Зубівщина - Каменка - Корчин - Меречівка - Миньківці - Мирутин - Перемишль - Семаки - Фаневщина - Цвітоха |

### Верхівська волость
- Верхів місто
- Верхів село
- Оженин
- Стадники

### Білогородська волость
- Білогородка місто
- Бабковичі
- Бебчинці
- Бісівка
- Булаївці
- Волиця Булаєвська
- Волиця Зеленських
- Волиця Минцева
- Голотківці
- Дубовці
- Заруддя
- Зелена
- Колк Великий
- Колк Малий
- Криворудка
- Мацевичі
- Медведівка
- Никошівці
- Нове Село
- Орлинці Поляниковського селища
- Пузирки І
- Пузирки ІІ
- Рубленці
- Салиха
- Свиридівці
- Смаглець
- Суховжинці
- Тарнівка
- Хрестівка
- Чижівка
- Чаплинці
- Чолгузів
- Якимівці

### Почапецька волость
- Почапки
- Климашівщина
- Милятин
- Черняхів[1]